# Castillo de Vimianzo
El castillo de Vimianzo, también conocido como Torres de Martelo, se encuentra a la entrada de la villa de Vimianzo, en el municipio del mismo nombre (provincia de La Coruña, Galicia, España). En la actualidad acoge una muestra permanente de artesanía popular. Es Bien de Interés Cultural.

## Descripción
Se encuentra en muy buen estado de conservación. Conserva partes del siglo XIII, aunque la mayoría pertenecen a los siglos XIV y XV.
El edificio tiene planta poligonal irregular adaptándose al terreno. Se compone de tres torres defensivas rectangulares alrededor de un patio de armas, además de la torre del homenaje, con sus almenas voladizas.
Las almenas en punta de diamante, que antes rodeaban la totalidad del castillo, solo se conservan en la torre del homenaje y en el paseo de uno de los muros.
Su perímetro está rodeado en su totalidad por un profundo foso. También conserva el camino de ronda y en el portalón de entrada al patio se puede ver el escudo con la cabeza de lobo de los Moscoso.
La cercanía de la fortaleza a la costa le permitía controlar las rutas comerciales del Mar del Norte, los negocios de la sardina y de la sal y rescatar los botines de los barcos que naufragaban en estas costas.

## Historia
Construido entre finales del siglo XII y principios del XIII, por el linaje Mariño de Lobeira. De esta primera construcción apenas queda ningún vestigio, pese a que excavaciones arqueológicas llevadas a cabo en la década de los ochenta descubrieron los cimientos de una gran torre en el actual patio de armas.
En el año 1348 el rey Alfonso XI confiscó esta fortaleza a Roi Soga Mariño de Lobeira, para vendérsela al arzobispo compostelano Juan García de Manrique. Pasó después a manos del duque de Arjona, Fadrique Enríquez y se calcula que entre 1425 y 1429 pasó por primera vez a formar parte de las propiedades de los Moscoso.
La historia de este castillo se vincula desde entonces a la noble familia de los Moscoso de Altamira, emparentados con la familia de los Traba, familia la de los Moscoso que constituirá el Condado de Altamira en la persona de Lope Sánchez de Moscoso, primer conde de Altamira.
En este lugar tuvo Pedro Madruga cautivo al obispo de Tuy, Diego de Muros, que pagó por su rescate setecientos mil reales.
Durante la revuelta irmandiña este castillo no fue una excepción: asediado, fue tomado por las armas y destruido en 1467. Poco antes, en 1465, sirvió de prisión para el Arzobispo de Compostela Alonso de Fonseca II, encerrado en una jaula (que la leyenda dice era de oro), durante dos años, por orden de Bernal Sánchez de Moscoso.
Al rematar la revuelta el castillo se reconstruye por orden de Fonseca II. No será hasta 1472 cuando vuelva a manos de los Moscoso por obra del conde de Altamira, Lope Sánchez de Moscoso. A partir de este momento será el centro de la jurisdicción señorial de Vimianzo, con dominio sobre Camariñas, Lage, Zas y Mugía.
A partir del siglo XVI, con el traslado a la Corte de los Altamira, administrarán sus posesiones los alcaides o meriños.
En 1833 se suprimen las jurisdicciones señoriales y los Altamira venden el castillo en 1870 a Ramón Martelo Núñez.
La última gran reforma fue realizada en el siglo XIX por Evaristo Martelo Paumán, marqués de Almeiras, ya que en esta época el castillo estaba en bastante mal estado por lo que realizó obras para hacerlo habitable. Posteriormente su hija, Dolores Martelo de la Maza, soltera y sin descendencia, cedió la fortaleza, ironías del destino, al Arzobispado de Santiago, que tanto luchara por él en tiempos pretéritos. Finalmente, en 1973 fue comprado por la Diputación Provincial de La Coruña, que lo acondicionó para su visita.